# Scopula laevipennis
Scopula laevipennis là một loài bướm đêm trong họ Geometridae.